# Emilia Hoving
Emilia Hoving, född november 1994 i Helsingfors, är en finländsk (finlandssvensk) dirigent. 
Hoving inledde sina dirigentstudier år 2015 för Jorma Panula vid Panula–Akademin och fortsatte sina studier vid Sibelius-Akademin i Helsingfors.
Hoving har även studerat klarinett, cello och piano. Hon arbetar vid sidan om dirigerandet även som musiker. Hon arbetar som Mikko Francks assistentdirigent vid Franska radions filharmoniska orkester. År 2021 fick hon Kritikens Sporrar-priset.